# Active Denial System
Active Denial System (ADS) – eksperymentalna mikrofalowa broń nieśmiercionośna, której testy zostały ujawnione pod koniec 2001 roku przez armię Stanów Zjednoczonych. Z założenia ADS ma wywoływać uczucie parzenia, zmusić przeciwnika do wycofania się, ale nie wywołać żadnych stałych fizycznych obrażeń.
Działanie broni polega na emisji wiązki mikrofal o częstotliwości 94 GHz (długości fali 3 mm). Zasięg broni to około 500 m. Fale o tej długości i częstotliwości przenikają przez ubranie i powodują szybkie rozgrzanie powierzchni skóry. Osoba poddana ich działaniu odczuwa gorąco i parzenie.
Pomimo że z założenia broń nie powinna ranić fizycznie osób poddanych jej działaniu, podczas testów na terenie bazy Kirtland Air Force Base w Albuquerque z udziałem ochotników, kilka osób doznało drobnych poparzeń, w szczególności w miejscach w których ciało stykało się z metalem (suwaki, metalowe guziki itd). Dodatkowo ochotnicy zostali poproszeni o zdjęcie okularów i soczewek kontaktowych w obawie przed uszkodzeniem wzroku.
Na początku 2007 roku pojawiły się informacje na temat potencjalnego wykorzystania ADS do działań wojskowych w Iraku.